# Bălgarski izvor
Bălgarski izvor (bulgariska: Български извор) är ett distrikt i Bulgarien.   Det ligger i kommunen Obsjtina Teteven och regionen Lovetj, i den centrala delen av landet, 90 kilometer öster om huvudstaden Sofia.